# Джовани Анели
Вижте пояснителната страница за други личности с името Джовани Анели.
Джовани Анели (на италиански: Giovanni Agnelli) е италиански предприемач, политик и военен, основател на един от най-големите автомобилни производители – Фиат. Сенатор на Кралство Италия от 29 май 1923 г. до 7 август 1944 г. като член на Националната фашистка партия и кмет на градчето Вилар Пероза (1895 – 1945).

## Биография

### Начални години
Джовани Франческо Луиджи Едоардо Аничето Лоренцо Анели е роден на 13 август 1866 г. в семейство на земевладелци, в къщата на дядо му в пиемонтското градче Вилар Пероза. Баща му Едоардо Анели (1831 – 1871) е предприемач и политик, а майка му Аничета Фризети (1846 – 1920) е филантропка от богато торинско семейство. Има две сестри: Каролина (1868 – 1868) и Феличита Карола Анна Джустина Мария (1869 – 1871).
Той е записан като дете в колежа „Сан Джузепе“ и след това учи в гимназията в Пинероло, завършвайки класическото си образование в Торино. По-късно се насочва към военна кариера във Военната академия на Модена, където достига чин „кавалерийски офицер първи клас“ в полка „Ница Кавалерия“, но скоро усеща нарастваща незаинтересованост към военния живот. Той всъщност е привлечен от технологичния прогрес, който малко по малко, благодарение и на разпространението на позитивистките идеи в Европа от Бел епок, подхранван от напредъка на англосаксонската индустриална революция, стимулира в него желанието да предприеме кариера, изцяло посветена на производството на нови технологични средства, които в този период започват да правят ежедневието по-удобно и по-лесно.
През 1889 г. се жени за Клара Бозели (1869 – 1946) и от брака им се раждат две деца: Катерина (Аничета) Анели (1889 – 1928), която се омъжва за барон Карло Нази, и Едоардо Анели (1892 – 1935), който се жени за дона Вирджиния Бурбон дел Монте от принцовете на Сан Фаустино. Клара, родена в Милано, е втората дъщеря на Леополдо Бозели, ломбардски адвокат и патриот от Рисорджименто. Джовани и Клара са братовчеди по сватовство, тъй като Луиджи Лампуняни се жени през 1883 г. за Аничета Фризети, вдовица на Едоардо Анели и следователно майка на Джовани. Сватбата на Клара и Джовани е отпразнувана в Милано на 2 февруари 1889 г. в църквата „Сан Франческо да Паола“ от монсеньор Луиджи Бозели, брат на Леополдо и следователно чичо на Клара.

### Кариера
След като изоставя военната си кариера през 1893 г., той развива силен интерес към механиката, което го води, без голям успех, до някои предприемачески опити в тази област. След като напуска армията, той се завръща във Вилар Пероза с намерението да се посвети на семейния бизнес – селското стопанство. За кратко време е търговец на дърва и семена. В Торино, където по-късно се премества, редовно посещава кафенето на мадам Бурело, където се среща с някои аристократи, запалени по механиката и автомобилизма.
През 1896 г. влиза като капиталов партньор в Офичине Стореро, които произвеждат велосипеди в Торино, за което сключва изключителен договор за внос на триколки „Прунеле“, оборудвани с двигатели с вътрешно горене Дьо Дион-Бутон. На 11 юли 1899 г., заедно с някои много известни инвеститори в областта на автомобилостроенето, той основава Fabbrica Italiana Automobili Torino, по-късно известна като Фиат. Компанията има бързо развитие от самото начало, благодарение преди всичко на приятелството, което предприемачът има с Джовани Джолити (пет пъти италиански министър-председател). Между 1902 и 1906 г. годишното производство на Фиат нараства от 73 на 1097 коли, със среден ръст от 72%. Икономическите резултати надминават очакванията. През 1906 г. първата компания Фиат е ликвидирана и възстановена с капитал от 9 млн. лири и много широка корпоративна цел, която включва освен автомобили, железопътен транспорт, навигационни превозни средства и самолети. Анели е най-големият акционер в компанията. През 1908 г. започва производството на Фиат Типо 1 – първият автомобил, проектиран като такси. Автомобилът се изнася и се търси в цяла Европа и благодарение на автомобила компанията преживява бързо международно развитие през следващите години. По-късно той проектира Фиат Дзеро, въпреки че истинският успех идва с Първата световна война, по време на която той разширява бизнеса си в няколко сектора и доставя на армията оръжия и други военни и железопътни материали и т.н.: Фиат сега е третата по големина икономическа група в Италия.
Цялата управленска група е поразена от кризата от 1906-1907 г. и Анели също трябва да подаде оставка след съдебното производство, образувано срещу него за спекулативна дейност на фондовата борса. Въпреки това, в структурата на компанията, възстановена през 1909 г., той все още е главен изпълнителен директор. След това предприемачът въвежда в действие ясен план за рационализация на производството и вертикална интеграция. Това е решаващ избор в сектор, който след дебют, белязан от аматьорство и занаятчийско измерение, сега се стреми към големи количества, докато диверсификацията продължава в корабостроенето, както и в самолетните двигатели. Така се оформя сложна и разклонена група с необичаен размер дори за Пиемонт, който също е подложен на интензивна индустриална трансформация. През 1906 г. Анели се присъединява към инициативата за основаване на Индустриалната лига на Торино, едно от основните съставни ядра на бъдещата Конфиндустрия – обединението на италианските индустриалци.
На 1 декември 1920 г. той купува 20% дял от торинския всекидневник „Стампа“ от сенатор Алфредо Фрасати с преференциално право върху останалия капитал, което му позволява да контролира финансово вестника от октомври 1926 г. През тези години в Торино е основан известният завод „Лингото“, където е създадена първата италианска поточна линия, вдъхновена от Форд, който предприемачът е посетил през онези години в САЩ. До 1923 г. Фиат е международен производител на автомобили и Джовани Аниели става сенатор на Кралство Италия. Той също така вижда голямо бъдеще в ските – спорт, който тогава има своите наченки. Между 1928 и 1931 г. той купува малко земя на хълма Сестриере, в горната част на долината Кизоне, където построява втория италиански ски курорт (Сестриере) след Бардонекия, който е открит през 1908 г.
Бизнес успехът на Анели е помрачен от смъртта на децата му: Аничета, съпруга на барон Карло Нази, умира през 1928 г., а Едоардо – през 1935 г. като жертва на самолетна катастрофа в хидроплановата база в Генуа. Едоардо, президент на RIV от 1920 г., е на път да последва кариерата на баща си. Смъртта на сина му също така довежда до дълга поредица от конфликти, включително правни, със снаха му Вирджиния Бурбон дел Монте, особено по отношение на настойничеството над внуците на сенатора. 
Следващите години, до избухването на Втората световна война, виждат ново забележително развитие на империята Фиат: произведен е първият модел Фиат 500, известен сред потребителите и автомобилните ентусиасти като Тополино: колата постига голям международен успех. 
През 40-те години 70-годишният Джовани Анели избира своя внук Джани Анели, син на сина му Едоардо, за свой приемник начело на компаниите.

### Последни години и смърт
На 23 март 1945 г. Анели (заедно с Виторио Валета, Рубулота Джовани Алесио и Джанкарло Камерана), е обвинен от комисията на Комитета за национално освобождение за чистки в компрометиране с фашисткия режим и е временно лишен от собствеността върху своите компании. Сезиран е от Върховния съд за санкции срещу фашизма на 8 юли 1945 г. с обвинение за сенатор, държан отговорен за това, че е поддържал фашизма и е направил възможна войната както с техните гласове, така и с индивидуалните си  действия, включително пропаганда, упражнявана извън и вътре в Сената. Съдебното производство не се провежда поради смъртта му в Торино на 16 декември 1945 г. на 79-годишна възраст. Погребан е във Вилар Пероза.
От 2002 г. името му е въведено в Залата на славата на автомобилостроенето заедно с всички големи личности, свързани с автомобилния свят.

## Архив
Документацията, която свидетелства за предприемаческата дейност на Джовани Анели, се съхранява в колекцията „Фиат“ на Историческия архив на Фиат в Торино. 